# Banque de Belgique
De Banque de Belgique was een bank in België actief van 1835 tot 1885.

## Oprichting
De oprichting was een initiatief van Charles de Brouckère met steun van koning Leopold I om tegengewicht te bieden aan de "orangistische" Generale Maatschappij van België (Société Générale de Belgique). Hij verantwoordde de nood aan een nieuwe bank door te verwijzen naar de recente beslissing van de Generale om haar spaarkasactiviteit op te geven.
De Brouckère was in 1835 ook de eerste directeur van de bank. Later was Gustave Sabatier directeur en vervolgens gouverneur van de bank.
De bank droeg bij aan de industrialisering van het prille België en groeide uit tot de tweede bank van het land. Hij verstrekte niet alleen bedrijfskredieten, maar nam ook participaties. Tussen 1835 en 1838 stichtte de bank 24 naamloze vennootschappen in onder meer de Luikse metallurgie en textielindustrie.
Luttele jaren na de oprichting kwam de Banque de Belgique in ademnood. In 1838-39 moest de staat tussenkomen. In 1839 werd volksvertegenwoordiger Léandre Desmaisières benoemd tot regeringscommissaris bij de Banque de Belgique voor de lening van vier miljoen Belgische franken. De Franse aandeelhouders wensten de ontbinding van de bank, maar Desmaisières kon dit verhinderen. In 1841 redde Jonathan-Raphaël Bischoffsheim de bank van het faillissement door er tien miljoen aandelen van te onderschrijven.
Een nieuwe reddingsoperatie was nodig in 1848, toen de instelling niet in staat bleek uitgegeven biljetten te honoreren. Dit was de aanleiding voor de oprichting van de Nationale Bank van België (1850).

## Ondergang in 1876
Het crisisjaar 1876 luidde dan toch de ondergang in van de Banque de Belgique, meegesleurd in het debacle van de Doornikse industrieel Simon Philippart.

### Zaak-t'Kint-Fortamps
Frédéric Fortamps was naast liberaal senator ook directeur (1863-1873) en vervolgens gouverneur (1873-1876) van de Banque de Belgique. Eugène t'Kint de Roodenbeke (1839 - na 1888), katholiek, lid van de notabele familie t'Kint de Roodenbeke, was werknemer bij de Banque de Belgique.
Toen de Banque de Belgique in 1876 verdween bleken beiden frauduleuze activiteiten te hebben begaan. Eugène t'Kint de Roodenbeke vluchtte met het transatlantisch schip City of Paris richting New York, maar kon op 10 maart 1876 in Queenstown gearresteerd worden door Engelse agenten. Hij werd een maand erna uitgeleverd aan België.
Ze werden in september 1878 voor het assisenhof van Brabant gedaagd, t'Kint voor de diefstal van 16,8 miljoen frank en Fortamps onder beschuldiging van beursoperaties strijdig met de statuten van de bank en met de wet van 18 mei 1873 op de vennootschappen. Op 4 november 1878 begon hun proces onder veel belangstelling. Beide werden op 5 december 1878 veroordeeld; t'Kint de Roodenbeke tot vijftien jaar gevangenis en Fortamps tot een jaar gevangenis.
In maart 1879 verwierp het Hof van Cassatie de beroepen van t'Kint en Fortamps.

## Definitief einde
Na het faillissement van 1876 sprongen de grote banken bij en vormden ze een tijdelijk consortium met de Banque de Belgique (tot 20 augustus 1877). Zo wendden ze het ergste scenario af, maar een echt herstel volgde niet. Bij een nieuwe crisis in 1885 stelde de bank zich in vereffening. De uitstaande schulden werden uiteindelijk nog voldaan (over de periode tot 1897), maar de instelling verdween voorgoed.
De Generale Maatschappij van België werd met het verdwijnen van zijn rivaal opnieuw de dominante bank in België.